# Dinoderus perfoliatus
Dinoderus perfoliatus là một loài bọ cánh cứng trong họ Bostrichidae. Loài này được Gorham miêu tả khoa học năm 1886.